# Betål
Betål eller Betnematod (Heterodera schachtii) är en rundmaskart. Heterodera schachtii ingår i släktet Heterodera och familjen Heteroderidae. Arten är reproducerande i Sverige. Inga underarter finns listade i Catalogue of Life.
Betålen är mycket liten och knappt skönjbar för blotta ögat. De tränger in och parasitera på rötterna bland annat av betor. De döda hondjuren, fyllda med utvecklingsfärdiga ägg kan iakttas som små, kritvita bildningar på rottrådar och liknande. Då betål förekommer i stora mängder kan skörden minskas kraftigt, det är vanligt då betodling ofta återkommer på samma jord.